# Teucrium marum
El tomillo de gato (Teucrium marum) es una planta de la familia Lamiaceae.

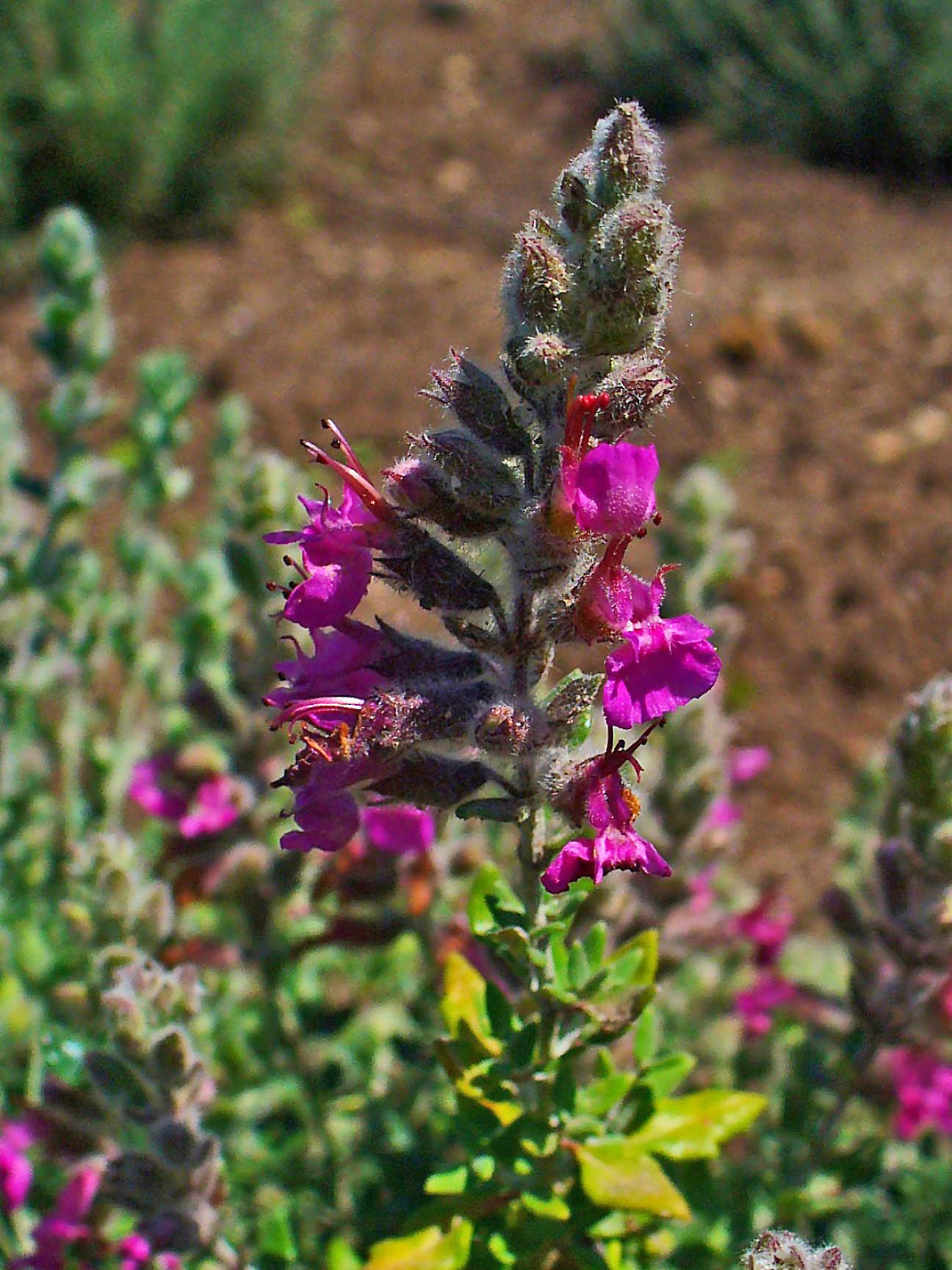
Inflorescencia

## Descripción
A pesar de su nombre común, no es exactamente un tomillo, sino un pariente cercano del género Teucrium, sus hojas son pequeñas y ovales y le dan el aspecto de tomillo, es perenne. Tiene hojas color gris-verde y flores rosadas muy fragantes en verano. Las flores están en puntas solitarias y son de color rosado.

## Distribución y hábitat
Es natural de España, donde crece en suelos secos y abiertos y donde las heladas no son severas.  

## Propiedades
La planta cuando es joven al frotarse emana un olor aromático que excita al estornudo.  Su sabor es amargo acompañado de la sensación de calor.

## Taxonomía
Teucrium marum, fue descrita por Carlos Linneo y publicado en Species Plantarum 2: 564. 1753.
Etimología
Teucrium: nombre genérico que deriva del Griego τεύχριον, y luego el Latín teucri, -ae y teucrion, -ii, usado por Plinio el Viejo en Historia naturalis, 26, 35 y  24, 130, para designar el género Teucrium, pero también el Asplenium ceterach, que es un helecho (25, 45). Hay otras interpretaciones que derivan el nombre de Teucri, -ia, -ium, de los troyanos, pues Teucro era hijo del río Escamandro y la ninfa Idaia, y fue el antepasado legendario de los troyanos, por lo que estos últimos a menudo son llamados teucrios. Pero también Teucrium podría referirse a Teûkros, en latín Teucri, o sea Teucro, hijo de Telamón y Hesione y medio-hermano de Ajax, y que lucharon contra Troya durante la guerra del mismo nombre, durante la cual descubrió la planta en el mismo período en que Aquiles, según la leyenda, descubrió la Achillea.
marum: epíteto latino que significa "tomillo de gato".

## Subespecies
Tiene las siguientes subespecies:
- Teucrium marum subsp. marum
- Teucrium marum subsp. spinescens (Porta) Valdés Berm.

## Nombres comunes
- maro verdadero, hierba fuerte.[7]